# Högskär (nordost om Kolko, Iniö)
Högskär är en ö i Finland. Den ligger i Skärgårdshavet och i kommunen Pargas i landskapet Egentliga Finland, i den sydvästra delen av landet. Ön ligger omkring 43 kilometer väster om Åbo och omkring 190 kilometer väster om Helsingfors.
Öns area är 10,4 hektar och dess största längd är 470 meter i nord-sydlig riktning. Ön höjer sig omkring 10 meter över havsytan.